# Urhua (Ort)
Urhua ist ein osttimoresischer Ort im Suco Fatubossa (Verwaltungsamt Aileu, Gemeinde Aileu).

## Geographie
Urhua liegt im Zentrum der Aldeia Urhua auf einer Meereshöhle von 1764 m. Eine kleine Straße führt südlich von den weitläufig verteilten einzelnen Häusern und kleinen Gruppen. Nach Süden geht die Straße zum Ort Erhetu, in der sich die nächstgelegene Grundschule und eine Kapelle befinden. Folgt man der Straße nach Nordwesten, kommt man in den Ort Fatubessi (Aldeia Fatubessi, Suco Liurai). Auch hier steht eine Grundschule.